# 磁気カードシステム
磁気カードシステム（じきカードシステム）とは、携帯に便利で任意情報の記録・再生機能を有する磁気カードを用いて、利用者への各種サービスを提供するシステムの総称。

## 開発の経緯
現在の日常生活に広く浸透している磁気カードシステムを開発したのは立石電機（現在のオムロン）。
1963年に渡米した立石電機創業者の立石一真は、同社の主力商品の一つであるマイクロスイッチの売り込みを図るため、米国大手の自動販売機メーカーを訪問する。同メーカーはマイクロスイッチ購入の意向はなかったが、代わりに立石電機が既に開発していた食券自動販売機に興味を示し、その米国仕様の開発について打診があった。その打診を受けて立石電機は米国仕様の食券自動販売機を開発し実演した。しかし、米国では、食券を買って、食券と引き換えに料理を受け取り食事をするという習慣はないとして商談は成立しなかった。そうして、新たに「米国で発達流通しているクレジットカードで、自動販売機からの物品購入の方法が開発できないか」との打診を受けた。1965年、立石電機は穿孔カードによる後払い方式（取引毎の商品の代金に見合った金額を記憶装置に記憶し後日精算する方式）の自動販売機を開発する。
翌年の1966年、磁気カードによる前払い方式の自動販売機を開発。この磁気カード式自動販売機は、事前に一定金額を記録したカードの残高から取引ごとにその商品の代金に見合った金額をその都度減額する必要があった。この取引ごとの減額方法として、当時のアナログ信号の音楽が録音された磁気テープとその録音再生機能を有するテープレコーダをヒントに、デジタル信号の情報をカード上に記録した磁気カードと、その情報を磁気ヘッドで再生し、それぞれの用途に合わせて情報処理する装置からなるものでこれが磁気カードシステムの原型である。なお、この開発の過程で考案した「カードの価値を変更する方法および装置」および後述の「カード不正使用防止方式」の特許は、その有益性が評価され、1983年には「自動現金預金支払装置における照合判別機器の開発育成」の貢献により、科学技術庁により当時の立石電機社長立石孝雄に「科学技術功労賞」が授与されている。
なお磁気カード自体は日立マクセル、磁気ヘッドはサンエー電機（現在のサンエテック）が開発した。日立マクセルはあらゆる用途に対応できるようにその基本技術となる外界磁界の影響を受け難い高抗磁力の磁性体の開発やそれぞれの用途に必要なカードのベースとなるプラスチックや紙材などの選択やそのカードに磁性体を塗布する為の接着剤の開発等も同時に行なった。またサンエー電機も磁気カード用の多極式磁気ヘッドを開発。

## 磁気カードシステムの普及
このようなカードシステムの開発に取り組んでいた創業者である立石は、当時米国ではクレジットカード制が発達し、一人で15-20枚も持って生活しているのでキャッシュがいるのはチップと自動販売機ぐらいと云われており、これをカード一枚で、暮らせるようにしてやろう。お札もコインもいらなくて、クレジットカードを＜第3の通貨＞にしてやろうとの夢を持っていた。
その夢の集大成とリーダーシップで実現させたのが、磁気カードシステムである。
この磁気カードがカード状であるが故に、携帯に便利で各種装置への出し入れが容易となり、磁気であるが故に、情報の記録再生が可能となり、しかもその記録内容は目視不可である。これらの特長を活かして、カードの大きさやカード情報のフォーマットを変えることによって多様な各種用途への展開が可能となった。
この優れた多くの特長を有する磁気カードシステムの基本技術を活かす為に、立石電機は日本国内での用途開拓とそのシステム開発を行なった。

### 一般産業システム
1968年、日本ファイリング向けのスカイラック制御盤用カードシステムと千葉共同サイロ向けの管理装置ゲート盤カードシステムを開発、納入した。

### 金融システム
1969年、口座番号や暗証番号を記録した預金者カードと、その暗証番号と預金者が記憶している暗証番号とを自動的に比較照合するカード照合機からなる個人認証システムを三和銀行（現在の三菱UFJ銀行)と共同開発した。このシステムの開発背景には、当時の金融機関における大衆化戦略とバンキングオンラインシステムの導入があった。それまでの預金の引き出し時の個人認証は、預金者が口座を開設した支店での銀行員による出金伝票に押印された印鑑の印影と預金口座原簿の印影との目視照合であった。しかし、上述のバンキングオンラインシステムの導入によって、預金者は全店での預金の出し入れが可能となる中で、預金口座原簿の印影の無い他店舗での自動個人認証は不可能であった。これを解決したのがこのシステムでありそれ以降の金融システムの開発に繋がった。これは同時に、デパートなど流通業界での現金での買い物からクレジットカードでの買い物を可能にした自動個人認証システムのルーツである。
さらに、上述の預金者カードに預金残高を付加して、銀行員の手を介さない、キャッシュカードによる顧客操作型の現金自動支払機を当時の住友銀行（現在の三井住友銀行)と共同開発した。
また、1970年に三和銀行と現金自動預金機を共同開発、1971年に三菱銀行（現在の三菱UFJ銀行）及び日本NCRと世界で初めてのオンライン方式現金自動支払機を共同開発している。
この金融機関のバンキングオンラインシステムでの顧客毎の元帳ファイルの更新ができるオンライン方式現金自動支払機の採用は当時の金融機関が大衆化戦略として推進していた給与振込の支払いの受け皿としての機能を発揮すると同時に政府が進めていた「週休2日制」導入の大きな後押しとなった。
また同年、家計簿代わりに便利な通帳の通帳記帳機、1972年に多金種・多数枚の両替ができる多能式両替機、1977年に預金の出し入れや通帳記帳の機能を一体化したATMを次々と開発し窓口業務の自動化に貢献した。
これらの機器に使用されるキャッシュカードや通帳表紙の磁気ストライプは日立マクセル、磁気ヘッドはサンエー電機が磁気カード式自動販売機の開発時と同様に、その開発とその後の量産にも携わっている。
また1983年、オムロンはビジネスモデル特許の先駆けとして話題になった「預金残高に応じて普通口座と定期口座間を自動振替するシステム」を創業者と大前研一のアイデアを基に開発チームのメンバーがシステム化した特許を出願している。
なお、伊藤忠商事の協力の下、台湾や韓国でも日本と同一仕様のキャッシュカードや通帳を用いたATMが採用され稼働している。
この金融システムは、現在、日立オムロンターミナルソリューションズで事業継続中である。
磁気カードシステム開発チームのメンバーは、現金自動支払機の量産機の開発過程で、カード所有者の暗証番号の記憶違いの救済と他人によるカードの不正使用の防止の両立を図った、カード不正使用防止方式を考案。この考案によって、1988年に「カード不正使用防止方式の発明」として、公益社団法人 発明協会 より同メンバーに「発明賞」が授与されたほか、翌年の1989年には「自動現金預金支払装置の照合判別機器の開発育成への貢献」として、日本政府により当時の立石電機会長立石孝雄に藍綬褒章が授与された。なお、この方式は有効性コードとして、キャッシュカードの磁気ストライプに採用されている。
またこの開発チームのメンバーは磁気カードシステムの自動改札機への応用システムをも考案している。
ATMは、上記の預金の出し入れや通帳記帳の機能に振込み機能を加えての機能充実や、全国銀行協会加盟の金融機関、ゆうちょ銀行、コンビニでの利用店舗数約11万店舗、設置台数約19万台によるアクセスポイントの充実により今や個人の資金運用管理の重要なツールとなっている。このことは、全国銀行協会加盟の金融機関に限定しても20歳以上の人口の一人当りのカード発行枚数が3.4枚であることからも証明できる。

### 鉄道システム
1966年、立石電機は従来の駅での駅員による定期券の改札を、乗車区間や有効期限などを記録した穿孔カードによる定期券専用型自動改札機(以降、穿孔カード式改札機と呼ぶ)を近鉄の系列企業の近畿車両研究所と共同開発し近鉄の数駅で実用化実験に入った。そして1967年、阪急の北千里駅でその実用機として採用された。しかし、この改札機は定期券専用型だったため切符の誤挿入などのトラブルが多発。
この解決策として、切符も利用できる改札機の開発が急務となった。しかし、定期券と同様の穿孔カード方式では定期券よりはるかに小さい切符に行き先や日付などの情報を穿孔したり、その情報を乗客に目視させる為に切符の表面に印刷することは技術的に困難である。加えて、その切符を発券する券売機においては、切符への顧客の購入ごとに異なる情報を印刷するだけでなくその情報を機械的に穿孔することはさらに技術的に困難である。
この抜本的な解決策として、前述の磁気カードシステムの技術を活かし、1970年に磁気定期券だけでなく磁気切符も使用可能な兼用型自動改札機(以降、磁気カード式改札機と略す) が開発される。この磁気カード式改札機は無人駅構築の基礎を築いた。
この磁気カード式改札機に使用される磁気定期券と磁気切符は日立マクセル、磁気ヘッドはサンエー電機が磁気カード式自動販売機の開発時と同様に、その開発とその後の量産にも携わっている。
1971年に日本鉄道サイバネティクス協議会の自動出改札研究会で、標準化された磁気コードが制定されたことを契機に、近畿日本鉄道とオムロンは共同でサイバネ規格に準じた、磁気カード式定期券自動改札機を開発。同年4月に、大阪阿部野橋駅を含む19の駅に自動改札機を設置して、営業運用を開始した。この一斉稼動は鉄道各社の自動改札機導入の機運を急速に高め、1971年に阪急が北千里駅の自動改札機を定期券と普通乗車券共用の磁気方式の自動改札機に変更するなど、1975年までに関西のほとんどすべての私鉄と地下鉄が自動改札システムを導入した。
こうした先駆的な取り組みが高く評価され、2007年、IEEEより、「鉄道向け自動改札システムの開発・実用化」に関して、オムロン・近畿日本鉄道・阪急電鉄・大阪大学の4者は「IEEEマイルストーン」を共同で受賞した。また、2014年に創立110周年を迎えた発明協会「戦後日本のイノベーション100選」にも「自動改札システム」として選定された。
この自動改札機は全国のJR、民鉄、地下鉄の約1万の駅で稼働している。なお、乗客の約60%は定期券の利用者である。

### 前払い方式および積み立て方式
磁気カードシステム開発のきっかけとなった磁気カード式自販機の磁気カードによる前払い方式は、上述の磁気カードの特長に加え、前払いであるが故に、使い過ぎがない、小銭や釣銭が要らない、取扱い易いなどの特長があり、公衆電話の普及と相まって、1982年には日本電信電話公社（現在のNTT）からテレホンカードが販売された。また1985年には日本国有鉄道（現在のJR各社）からオレンジカードが販売され、その後現在の多くの鉄道事業者の回数券を誕生させた。特にこの鉄道事業者向けのオレンジカードや回数券は、既に稼働していた磁気カード式改札機への採用の為、その導入は容易で磁気カード式改札機の更なる利便性の向上に貢献した。ただし、オレンジカードは2013年3月31日限りでJR各社ともその発売を終了した。また、小売・流通業でも購入金額に応じてポイントを積み立てていくポイントカードが広く利用されているが、これも磁気カードの価値の更新機能の特長を活かした結果である。

### 用いられている例
- 金融機関におけるキャッシュカードを用いたATM
- 小売・流通業におけるクレジットカード、ポイントカードを用いた個人認証装置
- 鉄道事業者における磁気定期券、磁気切符、磁気回数券などを用いた自動改札機、自動券売機
- 医療機関における診察カードを用いた診療の予約受付機、受付受理機、診療費用精算機
- 通信事業者におけるテレホンカードを用いた公衆電話での通話料精算ユニット

## 関連文献
- 渡辺正之「磁気カードとシステム展望」『日本印刷学会誌』第29巻第3号、1992年、296-303頁。
- 高井利之「交通におけるカードシステムの現状と今後」『電気学会論文誌D 産業応用部門誌』第118巻第9号、1998年、969-974頁。
- 高田徹「偽造・変造防止・構造化磁気カードシステム」『セキュリティ研究』第5巻、1998年11月、55-57頁。